# Carlos Beltrán
Carlos Iván Beltrán (nascido em 24 de abril de 1977) é um ex-jogador porto-riquenho de beisebol profissional, que atuou como outfielder na Major League Baseball (MLB). Jogou pelo Kansas City Royals, Houston Astros, New York Mets, San Francisco Giants, St. Louis Cardinals, New York Yankees e  Texas Rangers.
Beltrán foi o Novato do Ano da  Liga Americana (AL) em 1999 quando jogava pelo Royals. Foi convocado nove vezes para o MLB All-Star Game, e venceu três prêmios Gold Glove Awards e dois Silver Slugger Awards. Beltrán é o quinto jogador a atingir 400 home runs e 300  roubo de bases e apenas o quarto rebatedor ambidestro a atingir 400 home runs. Também é membro do Clube 30–30, poi rebateu 30 home runs e roubou 30 bases na mesma temporada.
Beltrán estava entre os melhores rebatedores estatisticamente em jogos de pós-temporada da Major League Baseball, onde ganhou os apelidos "the new Mr. October", "Mr. October, Jr.", "Señor Octubre" e "the real Mr. October" da mídia. Quebrou a marca de 1.000 OPS em quatro séries de playoffs. Beltrán também tem 100 % de roubo de bases (11/11) durante os playoffs, que é o maior número de bases roubadas sem ser pego.
Após ser campeão da World Series em 2017 com os Astros, Beltran anunciou sua aposentadoria.